# Association sportive Indenié d'Abengourou
Maillots
Actualités
L'Association sportive Indenié d'Abengourou est un club de football de la ville de Abengourou, située à l'est de la Côte d'Ivoire.
Le club est fondé en 1951 et évolue lors de la saison 2011-2012 en Ligue 1 ivoirienne (première division ivoirienne). Il dispute ses matches au Stade Henri Konan Bédié.

## Palmarès
- Coupe de Côte d'Ivoire
  - Vainqueur : 1988
  - Finaliste : 2011 [2]

- Coupe de la Ligue
  - Vainqueur : 2017